# Пречане

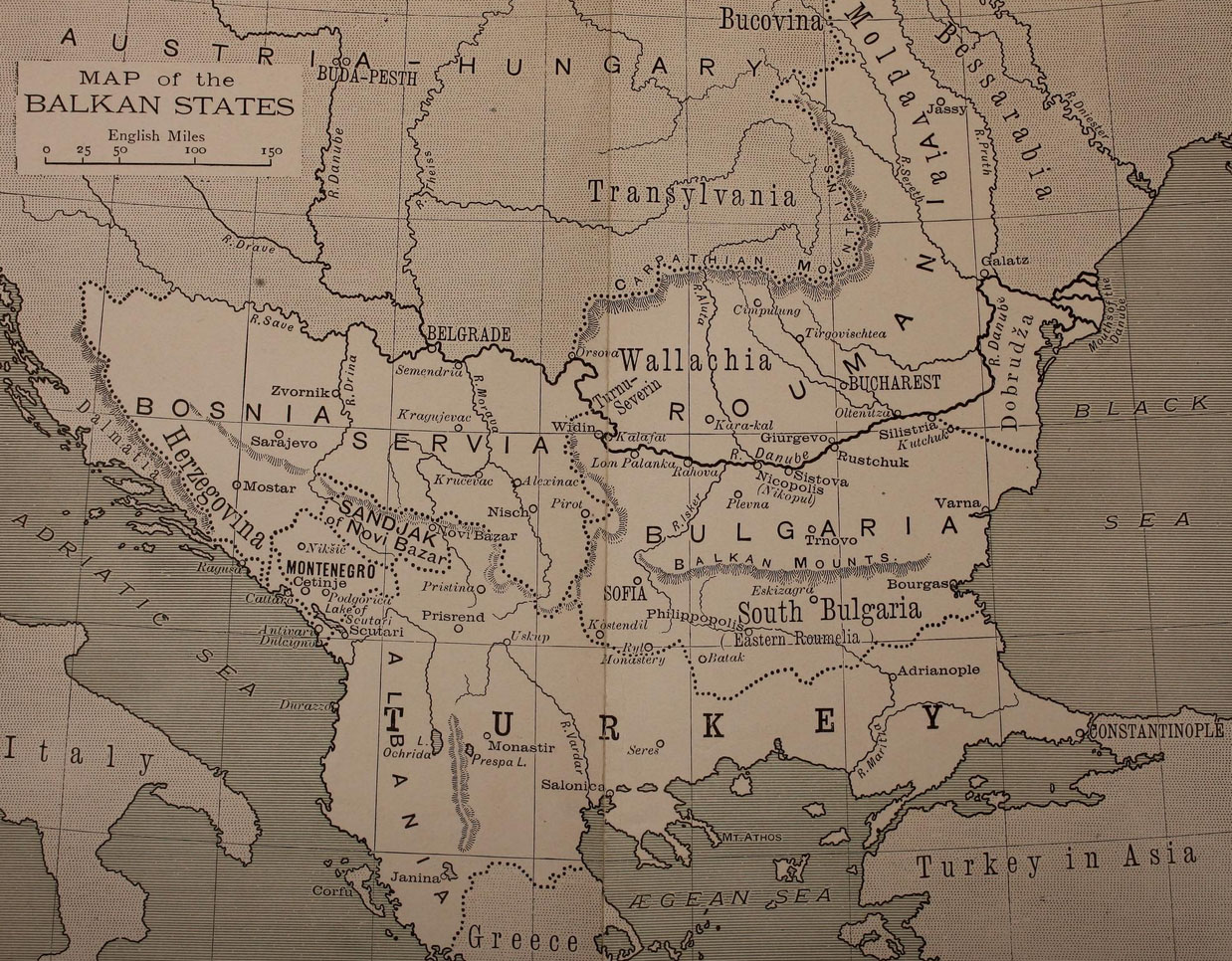
Карта балканских государств (1896 год)

Пречане (серб. Пречани / Prečani) ― сербский гипоним, использовавшийся в конце XIX и начале XX века для обозначения общин этнических сербов, расположенных преко («через») реками Дунай, Сава и Дрина, за северными и западными границами Сербии XIX века, то есть в Австро-Венгрии: в Воеводине, Боснии и Герцеговине и Хорватии. Таким образом, он использовался для того, чтобы отличать сербов из Сербии от подданных монархии Габсбургов; он не применялся к сербам Черногории или к тем, кто проживал в санджаке Нови-Пазара и в других областях Османской империи.
На землях Габсбургов ― в Королевстве Далмация сербы основали Сербскую народную партию, а в Королевстве Хорватия-Славония ― Сербскую независимую партию. В 1918 году пречане составили заметную часть политических активистов, которые участвовали в основании Государства словенцев, хорватов и сербов, а также в присоединении Баната, Бачки и Бараньи к Королевству Сербия. В Королевстве Югославии их политическая партия, Независимая демократическая партия, играла важную роль в национальной политике. После вторжения в Югославию пречане стали главной целью геноцида, проводимого нацистами.
Этот термин в основном использовался в Королевстве Сербия и не использовался самими австро-венгерскими сербами. Сегодня пречане ― это сербы Боснии и Герцеговины, сербы Хорватии и сербы Воеводины.